# 封魔奴
封 魔奴（ほう まど、416年 - 483年12月23日）は、北魏の宦官。字は君明で、史書では封磨奴という名も伝わる。
本貫は渤海蓨県（今の河北省景県）。

## 生涯
祖父の封懿は、後燕で左民尚書・徳陽郷侯を務め、北魏では都坐大官・章安子に任じられていた。父の封虔之（または封勗）は、太原王国左常侍を務めていた。
明元帝拓跋嗣の時代である泰常5年（420年）頃に、封魔奴の伯父封玄之は、淮南侯・司馬国墦および輔国将軍・温楷らと共に謀反を企てたため、処刑された。処刑の直前、明元帝は彼に「お前の家系を絶やすことはしない。お前の息子の一人を寛大に許してやろう。」と言った。すると封玄之は「弟・封虔之の息子である封魔奴は、若くして父を亡くしました。どうか彼の命だけはお救いください。」と願い出た。
その結果、封玄之の4人の息子は処刑されたが、封魔奴は赦免されて宮刑に処され、宦官とされた。450年に崔浩が処刑された後、北魏の太武帝は封魔奴に対して、「本来お前は無罪であるべきであったが、刑に処されたのは崔浩のせいである」と述べた。
封魔奴は北魏の宮中で「内行内小」の職に就き、文書機密を掌る役割を担い、のちに「中曹監」となった。その後、張掖郡へ派遣されて名山の祭祀をした。帰京後、「建威将軍」に昇進し、「富城子」の爵位を授けられた。さらに北朝ではこの職は第三等官に相当した「給事中」に任じられ、。続いて「使持節・冠軍将軍・懐州刺史」に任命され、「富城侯」に爵位が進められました。病のため辞任を願い出て、優詔により帰京を命じられた。
太和7年11月9日（483年12月23日）、代京平城（現在の山西省大同市）にて68歳で死去した。詔により「使持節・平東将軍・冀州刺史・勃海郡公」を追贈され、諡号は「定」とされました。翌年（太和8年）春2月、代郡平城県の桑干水の南に埋葬された。
その後、孝文帝が都を洛陽へ遷したため、正光2年10月20日に本邑（現在の河北省景県にある封氏墓群）へ改葬された。

## 家族

### 祖父
- 封懿：後燕の左民尚書・徳陽郷侯を務め、北魏では都坐大官・章安子に任じられた[1]。

### 父母
- 封虔之：北魏の太原王国左常侍[1]。
- 中山郎氏：涼の明威将軍郎和の娘[1]。郎闓らの同族。

### 兄弟姉妹
- 封氏：北魏の趙郡太守・李均に嫁いだ。

### 夫人
- 郎氏[1]。

### 嗣子
- 封叔念：封魔奴の四従兄である渤海太守封鑑の第五子。封魔奴の養子となった[1]。